# Каввали

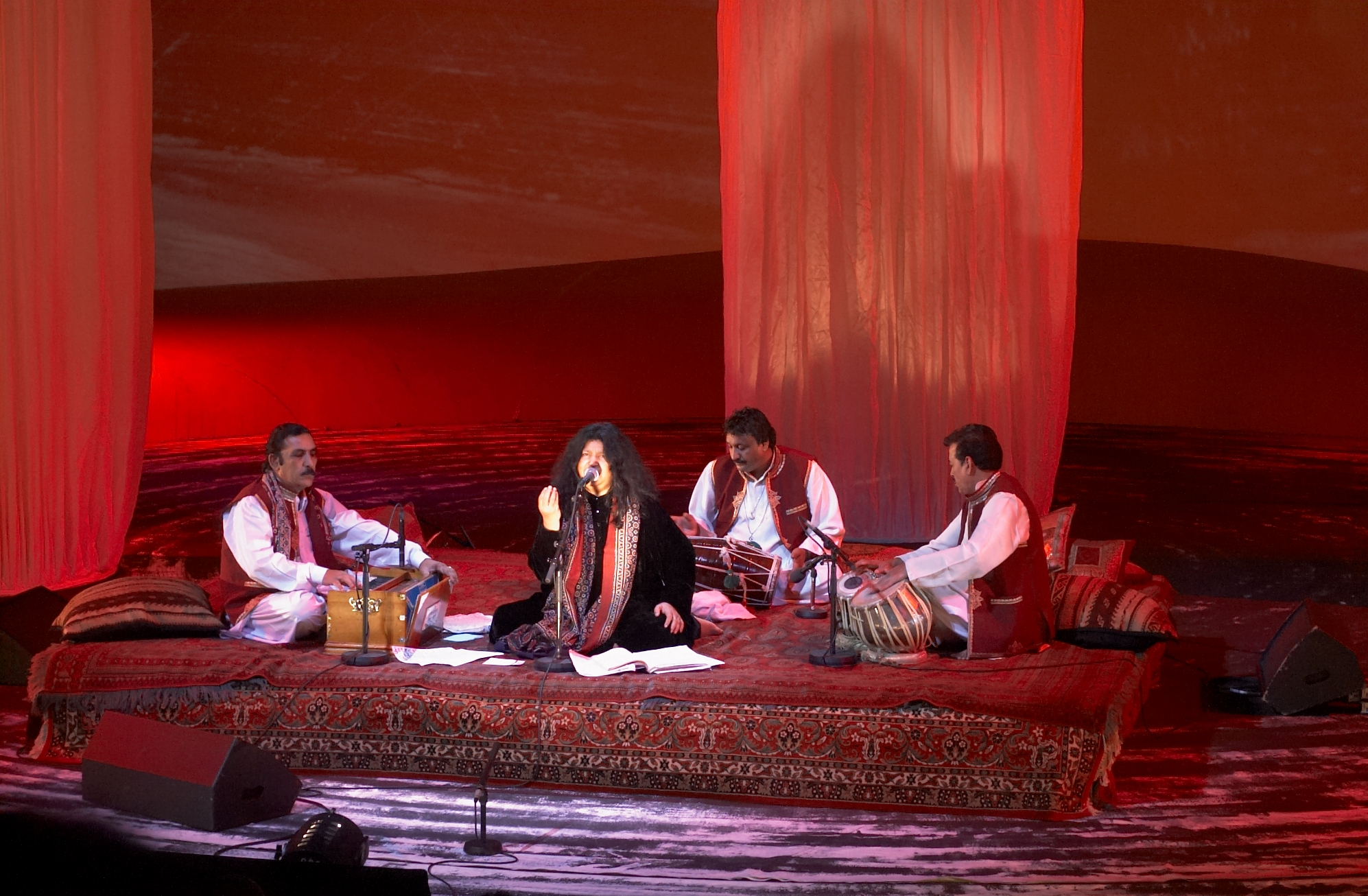
Каввали

Кавва́ли (урду قوّالی‎, хинди कव्वाली) — исполнение под музыку суфийской поэзии, распространённое преимущественно в Пакистане и северной Индии. Традиция Каввали существует более семисот лет. Её популяризаторами были члены братства Чиштия. Первоначально Каввали использовалась в ритуальных целях в суфийских обителях, во время радений и годовщин смерти святых, у гробниц суфийских шейхов и святых. В дальнейшем каввали стали также исполняться на светских концертах и фестивалях. Широкую международную известность приобрёл исполнитель каввали Нусрат Фатех Али Хан из Пакистана, благодаря ему жанр распространился по всему миру.
В группе каввали участвуют преимущественно мужчины, они поют на много голосов тексты духовного содержания, нередко распевая (декламируя) одну и ту же фразу множество раз. В качестве аккомпанемента используется индийская гармоника, табла, мриданг, в последнее время — синтезаторы. Исполнители и зрители входят в состояние ваджд — особое состояние экстаза или транса, когда они ощущают своё единение с Аллахом. Это состояние особенно ценится в суфийских ритуалах.

## Происхождение
Принято считать, что начало каввали положил поэт-суфий Амир Хосров Дехлеви, живший  в Индии, в Дели в конце XIII века. Отдельные строфы этого поэта часто исполняются во время каввали.

## Содержание песен
В репертуар певцов каввали входят песнопения на языках урду, пенджаби, фарси, брадже и сирайки. Некоторые близкие к жанру каввали песнопения существуют на гуджарати, синдхи и других языках.
Жанр каввали предполагает духовную поэзию, в частности, использует поэтический язык суфийской газели. Обычные мотивы — любовь к Божественной Возлюбленной и сопутствующая ей трансформация души, стремление к Абсолюту.
По содержанию каввали разделяют на следующие категории:
- Хамд[англ.] — молитва Аллаху. Обычно каввали начинается с хамда.
- Наат[англ.] — обращение к пророку Мухаммеду, часто наат следует после хамда.
- Манкабат[англ.] — обращение к имаму Али или суфийскому святому, встречается и на шиитских, и на суннитских суфийских собраниях.
- Газель — основная лирическая форма поэзии на фарси и урду, подразумевающая суфийское мистическое содержание.
- Кафи — лирический жанр поэзии на пенджаби, также имеющий суфийскую трактовку. Распространён в творчестве поэтов Шаха Хусейна[англ.], Булле Шаха[англ.], Султана Баху и других пенджабских суфиев.
- Ваи — лирический жанр поэзии на синдхи, напоминающий кафи. Распространен в творчестве Шаха Абдул Латифа, Сачала Сармаста и других поэтов Синда.
- Мунаджаат — хвала и благодарение Аллаху. Жанр ведёт начало от Джалаледдина Руми. Исполняется обычно на фарси.

## Известные исполнители
Прошлого
- Азиз Миан[англ.]
- Бадар Али Хан[англ.], известный также как Бадар Миандад
- Бахауддин Кутбуддин[англ.]
- Мубарак Али Хан[англ.]
- Мунши Разиуддин[англ.]
- Нусрат Фатех Али Хан
- Братья Сабри[англ.]

Современные
- Абида Парвин[англ.]
- Фаиз Али Фаиз[англ.]
- Фарид Аяз[англ.]
- Ризван-Муаззам[англ.]
- Рахат Фатех Али Хан
- Вахид и Навид Чишти[англ.]
- Братья Варси[англ.]
- Атик Хуссейн Хан[англ.]